# 蟒蛇计划
蟒蛇计划（英文：Union Blockade、又称：联邦封锁）是指自1861年至1865年的美国南北战争期间，北方联邦从海上对南方联邦实施的经济贸易封锁。
1861年4月亚伯拉罕·林肯总统宣布，为了切断南方联邦的对外经贸往来，对大西洋沿岸和墨西哥湾沿岸长达5,600公里的海岸线，其中包括对新奥尔良和莫比尔等12个主要港口进行封锁。当时与南方联盟的经贸有密切关系的以英国为主的国外贸易公司。为了突破封锁，那些与南方联邦关系密切的国外贸易公司以哈瓦那、拿骚、百慕大这些中立港口为基地，以小型快船与负责缉私的北方联邦海军在海上周旋，虽然走私船在速度上超过北方联邦的海军舰船，但是因为船体小，每次只能装载少量物资。在整个战争期间，北方联邦海军共出动了500艘舰船，击毁和捕获了大约1,500艘走私船。

## 封锁范围
“蟒蛇计划”是由温菲尔德·史考特将军提出，获得林肯总统采纳。为执行这个计划，北方联邦特地成了“海军联合委员会”（又称为“封锁战略委员会”）。其目的是控制南方主要港口，以达到北方对南方的封锁效果。1861年6月该委员会在海军上尉塞缪尔·弗朗西斯·杜邦的主持下，在华盛顿特区召开了第一次会议。
在封锁初期，北方联邦的舰队集中在大西洋沿岸。1861年11月北军占领了南卡罗来纳州的皇家之声港后，为北方联邦军队提供了一个良好的港口。它进一步扩展了大西洋沿岸的封锁线，北军满载石头的阻塞船凿沉在南方港口以封锁运往南方联邦的物资。而南方联邦的物资就是从佐治亚州的哥伦布沿查特胡奇河运往佛罗里达州的阿巴拉契科拉，这是北军在佛罗里达州墨西哥湾沿岸进行封锁的早期目标。
除此之外，北军及早地获得了另一个“奖品”——船岛（密西西比），它为北方联邦的海军提供了一个巡逻密西西比河和莫比尔湾入口的基地。北方联邦的海军将其覆盖范围扩展到整个墨西哥湾到德克萨斯州的海岸线，包括加尔维斯敦和萨宾帕斯的出海口。

## 北方联邦扩充海军

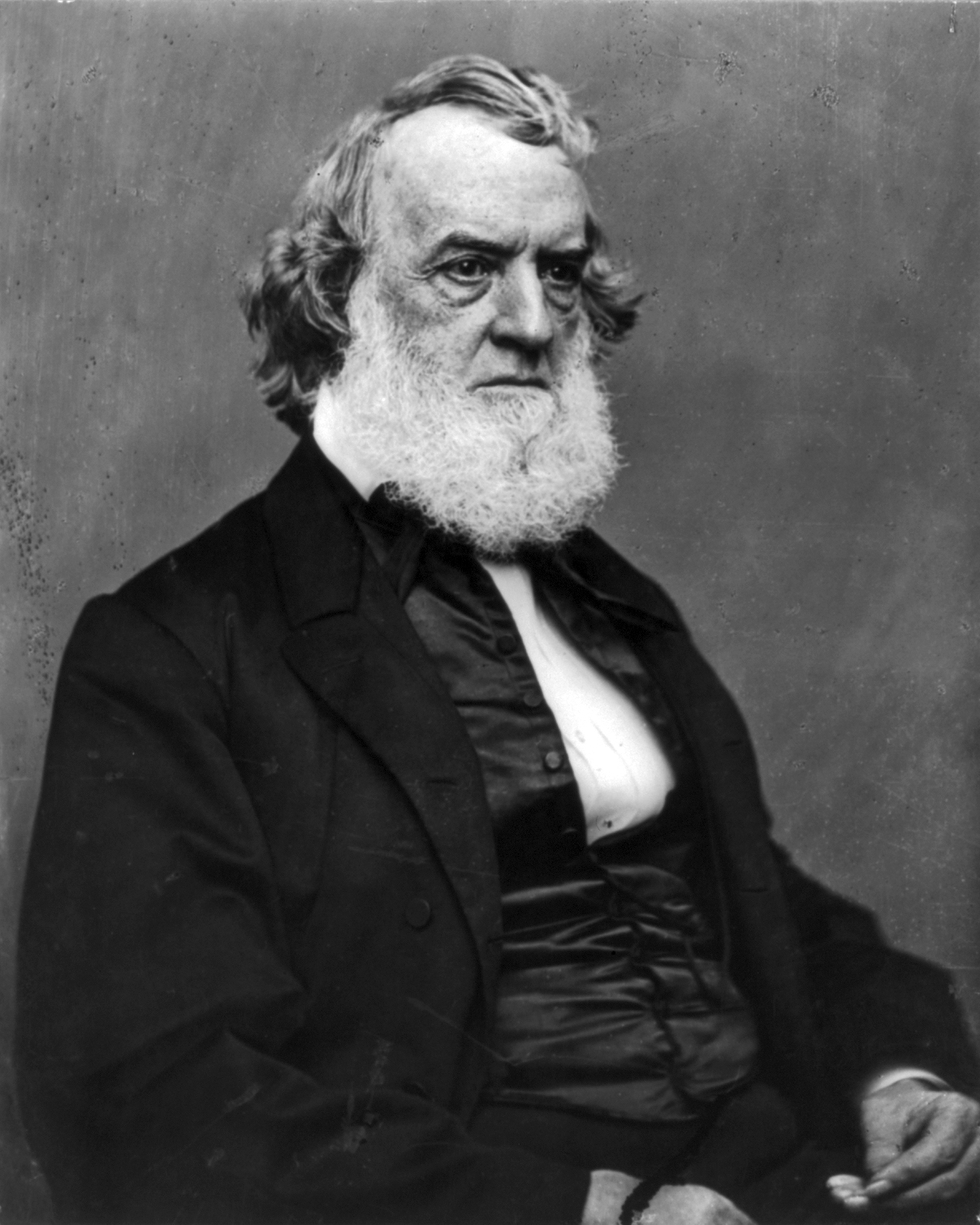
北方联邦海军部长吉迪恩·维尔斯

面对要封锁5600公里的漫长海岸线以及180个需要监视巡逻的口岸，这是美国建国以来对海军的最大挑战。当宣布封锁时，北方联邦只有三艘舰船可以执行封锁任务，其他的船只要么老化过时，要么是在海外游弋。另外也需要招募大批水手。因此扩充北方联邦的海军成为当务之急。
在海军部长吉迪恩·维尔斯的领导下，启动了大规模造船计划，购买了民用商船和客船为海军提供服务，并迅速召回了在海外游弋的军舰。到了1861年底北方联邦的海军舰队增加了80艘蒸汽船和60艘帆船，而封锁船的数量则增加到160艘。到1861年底，海军已发展到24,000名官兵，比南北战争前多了15,000多人。部署了四个舰队，两个在大西洋，两个在墨西哥湾。到1862年11月，已经有282艘蒸汽船和102艘帆船。到战争结束时，北方联邦海军已发展到671艘船，成为世界上最大的海军。

## 封锁攻防战

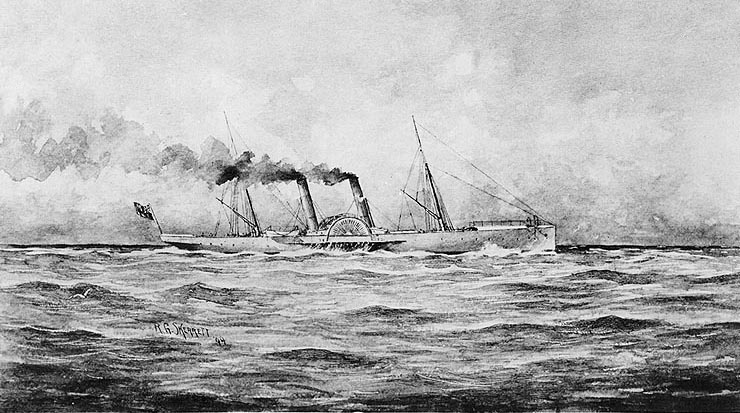
为南方运送货物的“女妖号”走私船（1863年）

突破封锁线的走私船最初虽然以压倒性的数量优势突破了北方海军的封锁，但是通常的船舶动作迟钝且目标大，很容易被北军发现，而南方即缺少大量水手，也没有造船能力。随着北军封锁线的逐步加强，南方为了突破封锁只能依靠轻巧快速的小型船只对付北方海军。为此英国冒险投机家投入了5千万英镑（按照2006年市值约25亿美元）建造专门用于走私的船舶，这些船舶船身低、吃水浅、速度快，采用燃烧无烟煤的蒸汽动力，航速可以达到17节（31公里/小时）。从事走私运输的船员也比其他船员得到更多的丰厚报酬。所装载的物资是棉花、松节油、烟叶、来福枪、医药品、白兰地酒、咖啡等南方所需的进出口物资。但是这样的船只无法运送南方所需的重型武器和其他金属器材。另外由于承载量少，走私船不得不频繁来往于中立港和南方港口，这又增加了被击沉和被拘捕的风险。
1861年4月24日，北军的“坎伯兰”号军舰和其他小舰队开始在弗吉尼亚海面的门罗堡附近拘拿南方走私船，接着两周之内，北军连续捕获了16艘敌船。北军于5月至6月封锁了切萨皮克湾、8月至12月封锁了卡罗莱纳海岸，1862年4月11日北军攻陷了佐治亚州的萨凡纳港，大西洋沿岸的封锁效果逐渐显现。

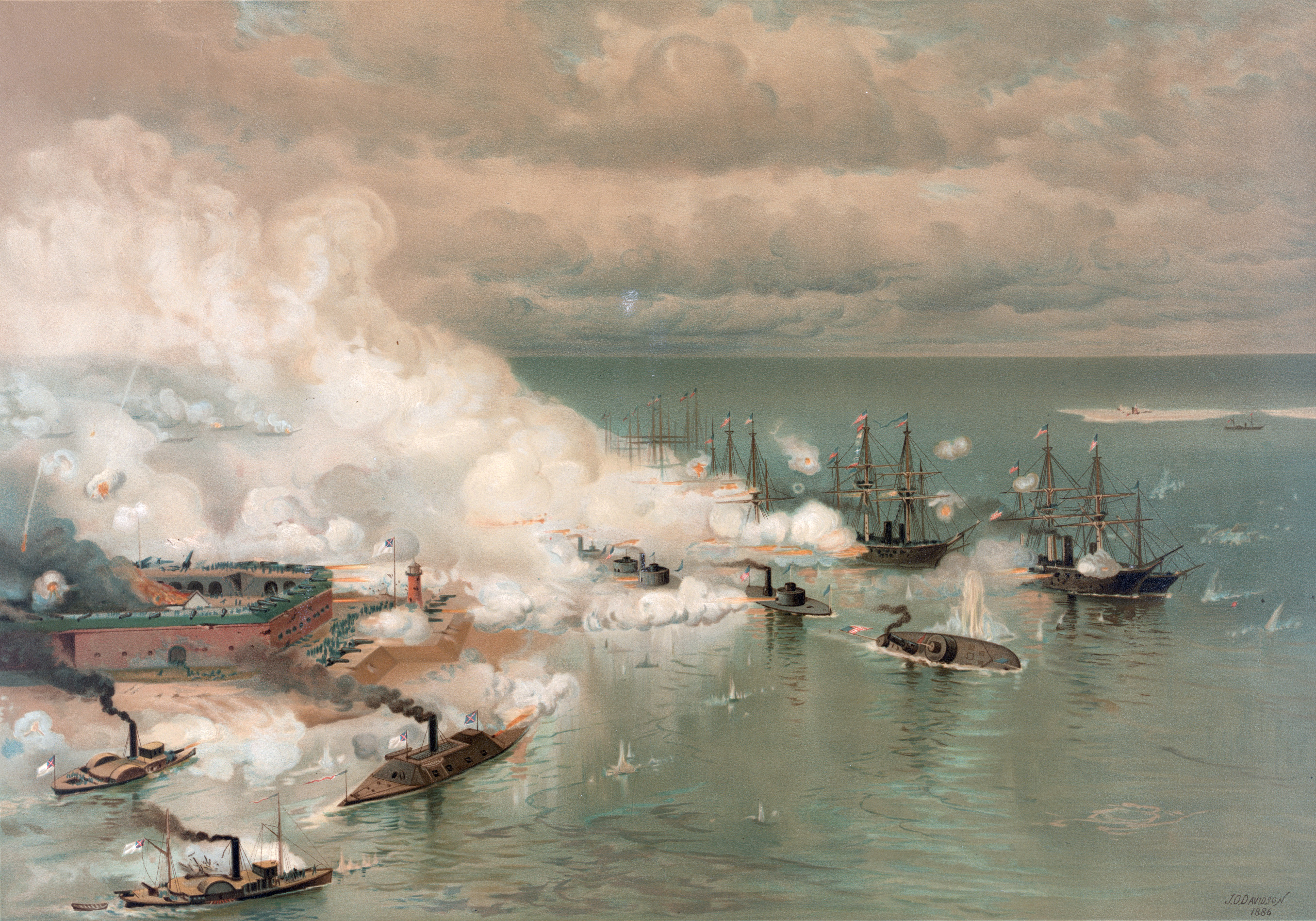
1864年8月的莫比尔湾战役

随着美国最大港口新奥尔良的海路被北军封锁，依靠走私船突破封锁变得益发困难。1862年4月16日至22日，城市南部要塞的杰克逊堡（路易斯安那州）、菲利普堡遭到戴维·迪克森·波特海军大将的舰炮轰击。4月22日北军海军将领戴维·法拉格特的舰队排除障碍物，闯入内河，各要塞以及新奥尔良最终向北军投降。
1864年8月5日莫比尔湾战役的结果，使位于墨西哥湾的南方主要港口也被封锁。1864年12月北军海军将领吉迪恩·维尔斯向费希尔堡派出军舰，向最后尚未被封锁的北卡罗莱纳州的威尔明顿实施封锁，虽然最初受到南军的抵御而遭受挫败。1865年1月要塞最终被攻陷，南方联邦最后的主要港口也被封锁。

## 封锁对南方经济的影响
海上封锁对北军来说是一个有效的武器，与陆地战场相比，海上封锁以较少的生命代价就可以破坏南方的经济。
封锁几乎完全扼杀了南方棉花的出口，棉花出口下降了95％，战前的三年的1000万包下降到封锁时期的50万包，而棉花出口是南方邦联赚取硬通货的赖以生存之道。封锁还大大减少了食品、药品、战争物资、制成品和奢侈品的进口。
海路封锁除了切断南方与英国的棉花贸易以外，也造成了南方联邦的粮食供应失衡，南方的粮食产地尚可以自给自足，但是却无法将粮食运送到非粮产地的地方，特别是战争后期，罗伯特·李将军的军需补给线经常中断。海路交通受阻，对南方联邦来说，长距离运输只能依靠南方的铁路线，但是仍无法弥补海路封锁造成的损失；这导致严重的商品短缺和通货膨胀，面包短缺还引发了里士满和其他城市的哄抢面包骚乱，这表明南方的爱国主义热情面对物资匮乏也显得苍白无力。在1863年前，牲畜运输队还可以在陆路畅通无阻，但在1863年夏天北军夺取了密西西比河的控制权之后，德克萨斯州和阿肯色州的猪、马、牛等牲畜就无法再运送到东部地区，实施“蟒蛇计划”是北方联邦赢得南北战争的重要因素。

## 封锁对国际方面的影响
18世纪和19世纪的工业革命期间，棉纺业是英国的重要产业，其特点是原料来源于海外，而绝大部分纺织品也输往海外。战争前夕的1860年，英国进口了63,000吨棉花；其中，美国向英国出口了50,600吨，占英国进口量的80%。英国不仅意识到南方棉花的影响，而且南方也坚信自己的棉花行业拥有巨大的影响力，他们称自己的行业为“棉花王国”，这个口号被用来宣布其在美国至高无上的地位。
在南北战争之前的1858年3月4日，来自南卡罗莱纳州的参议员詹姆斯·亨利·哈蒙德在美国的参议院曾经宣称：“我们不需要放出一颗炮弹，不需要拔出刀剑，我们就可以把全世界置诸膝上。……假如三年内期间我们不供应棉花的话，将会发生什么样的事情呢？我将不去详细谈你们每个人能想象得到的事情，但是有一点是無庸置疑的：英国将尽全力动员整个文明世界来挽救南方。世界上任何大国都不敢对棉花开战。棉花就是国王。 ”南方认为，许多国内乃至国际市场都非常依赖棉花，以至没有人敢与南方产生紧张关系。他们之所以敢于和联邦决裂，就是认为棉花是他们可以运用的最有力武器，用来影响外交关系。
为了向英国施加压力以支持南方，南方政府曾禁止所有的棉花出口；然而当南方政府意识到这个政策无效时，北方的封锁已经有效地阻止了大部分棉花离开南方。尽管走私活动依然存在，而且大部分走私者也都能成功，封锁的威慑作用却使得大部分运载棉花的船只不再从事南方贸易。因此，南方对欧洲的棉花出口从1860年的380万包减少到1862年的几乎为零。

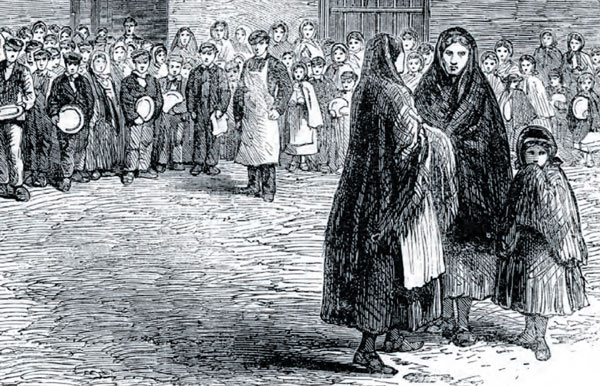
刊登在伦敦新闻画报上有关棉纺业萧条的图片报道

封锁南方港口被认为会给英国的经济带来沉重打击，英国棉商在很多地方的仓库囤积了大量棉花，尽管这些棉花可以满足一段时间的原料需求，但是持续的封锁最终使原料来源中断。纺织业的重镇兰开夏郡因此发生了“兰开夏棉荒”，棉纺厂无米下锅，工厂被迫关闭，大批工人失业。“封锁对其他国家的经济产生了负面影响。依靠南部棉花的英国和法国的纺织制造地区进入了高失业率时期…… ”。《纽约时报》写道：“在英国，近一百万的工人直接从事棉纺生产，其他还至少有五、六百万人在围绕着棉纺业的间接产业链的行业工作。不言而喻，英格兰四分之一的居民直接依靠棉花为生。 ”
除了英国，其他欧洲各国的棉纺业也受到了影响。法国进口的原棉数量从1860年的60多万包减少到1863年的4,169包；1863年诺曼底地区粗棉纺织厂的纺织机的五分之三处于闲置状态，而生产高质量棉产品的科尔马和贝尔福地区，所有纱锭中的35%和全部织机中的41%处于闲置状态。同一年，法国国家救援委员会估计有25万纺织工人失业；在阿尔萨斯的纺织城镇，已经有人张贴海报，宣称“面包或死亡”（Du pain ou la mort）。
在德意志关税同盟地区，从1861年到1864年，原棉进口下降了大约50%，数百名工厂主把工人打发回家。仅在萨克森，从事棉花产业的约30万人中，三分之一的人在1863年秋天已经失业了，剩下的工人工时也很短。在莫斯科，棉花纺纱业中有75%在1863年已经关门了。当时美国驻德意志地区的领事曾说道：“这场战争及其后果是摆在整个文明世界前的一场横祸，没有国家可以完全免受影响，不管它与战场的关联是多么微不足道。”
战争开始后，南方联邦政治家们希望以“棉花外交”来促使英国站在南方联邦一边。对英国来说，北方联邦对南方联邦实施封锁，使南方的棉花出口受阻，影响了英国国内的棉纺产业。英国对北方联邦的封锁表示不满，英国公使理查德·莱昂斯表示：“英国政府认为关闭……南方海港的命令无效，并且根据这种命令在海上所采取的方法也不服从。”。在英国国内，甚至也有舆论鼓吹加入南方联邦对北方宣战。
对此，林肯总统表示，实施封锁是为了阻止反叛各州与美国其余部分的一切商务，但不禁止外国船只进出美国各港口；实际上，开战第一年，南方依然有不少棉花出口到欧洲，其中英国得到了南方出口量的3/4。于此同时，由于英国粮食歉收，而美国北方恰好是小麦大丰收，北方联邦及时地向英国出口了迫切需要的小麦，抵消了棉花禁运对英国的负面影响。此外，也因为封锁的關係，英国的棉花供应产地部分被印度和非洲所取代，英国对美国南方棉花的需求有所减低。

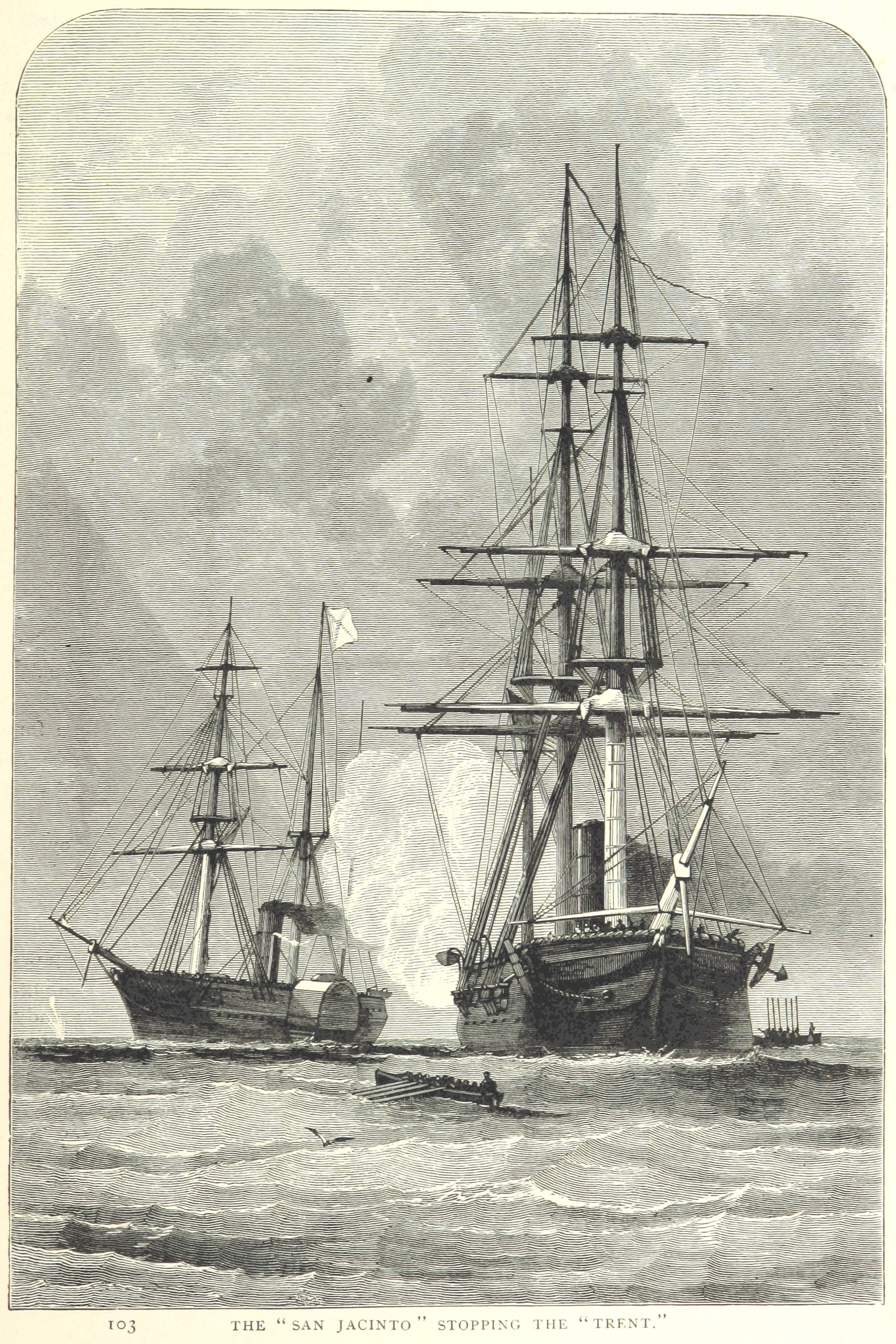
美国海军“圣哈辛托号”（右）拦阻英国的“特伦特号”邮轮

南北分裂后，南方想方设法争取国际上的外交承认，而北方对此则竭力阻止。在战争爆发第一年，还发生了特伦特号邮轮事件，是北军舰艇将中立国英国的邮船予以拦截并登船搜查，拘押了搭乘这艘船的两个南方政府外交官，从而引发英美之间的外交争端，进而几乎将两国关系推到战争边缘。最后由于林肯总统政府淡化处理了这件事，使美英关系转危为安，避免了一场危机。最终在整个战争期间，北方联邦对南方港口的封锁，并没有改变英国的中立立场，因而南方联邦寄希望的“棉花外交”和争取国际承认的努力落了空。